# Slite samrealskola
Slite samrealskola var en realskola i Slite verksam från 1935 till 1971.

## Historia
Skolan inrättades 1922 som en högre folkskola, vilken 1 januari 1935 ombildades till en kommunal mellanskola. Denna ombildades från 1946 successivt till Slite samrealskola. 
Realexamen gavs från 1935 till 1971.